# Société anonyme du chemin de fer et de la sucrerie de Billom
La Société anonyme du chemin de fer de la sucrerie de Billom est créée en décembre 1873 pour construire une sucrerie à Billom dans le département du 
Puy-de-Dôme et un chemin de fer la desservant.
En 1902 la société est remplacée par la Compagnie du chemin de fer de Vertaizon à Billom.

## Histoire
La Société anonyme du chemin de fer et de la sucrerie de Billom est créée chez maître Ami notaire à Paris en décembre 1873 par le concessionnaire monsieur Étienne Perrichont et monsieur Cheylus, liquidateur de la Société J.F Cail & Cie.  La Société anonyme du chemin de fer et de la sucrerie de Billom  est mise en liquidation en 1884 et tombe en faillite. Elle est remplacée par la Compagnie du chemin de fer de Vertaizon à Billom le 22 juillet 1902

## Matériel roulant
Locomotives
- N° 1 et 2, type 030t, livrées en 1875 par la Société J.F Cail & Cie.